# Xavier Cugat
Xavier Cugat, właśc. Francisco de Asis Javier Cugat Mingall de Brue y Deulofeo (ur. 1 stycznia 1900 w Gironie, zm. 27 października 1990 w Barcelonie) – kataloński muzyk, aktor, dyrygent i kierownik orkiestr rozrywkowych, urodzony w Hiszpanii, naturalizowany na Kubie.
Uważany za jednego z bardziej wpływowych artystów stylu latyno-amerykańskiego i muzyki popularnej w Stanach Zjednoczonych, jednym z jego epigonów stał się Pérez Prado. Od 1952 do 1964 był żonaty z aktorką i piosenkarką Abbe Lane. Wystąpił w wielu filmach rozrywkowych, zawsze we własnej roli dyrygenta. 
Kierował kilkoma orkiestrami: Xavier Cugat and Charo, Cugat and His Gigolos, Xavier Cugat and His Orchestra, The Xavier Cugat Orchestra. Jego nazwisko figuruje wśród sław Hollywood Walk of Fame.
W latach największego sukcesu podróżuje nieustannie między Nowym Jorkiem a Los Angeles, występując w różnych spektaklach, w radiu, w kinie, w lokalach rozrywkowych i najmodniejszych hotelach. Rok 1940 jest uważany za najlepszy dla jego kariery, nagrał wtedy słynny utwór „Perfidia”, śpiewany przez Miguelita Valdés, zaliczany dziś do standardów muzyki slow. Od tego momentu nagrał kilka płyt z muzyką latynoską z rytmami kongi, mambo, cza-czy.

## Wybrana filmografia
Źródło:.
- Week-end at the Waldorf (1945)
- Córka Neptuna (Neptune's Daughter) (1949)
- You Were Never Lovelier (1942)
- Ślicznotki w kąpieli (ang. Bathing Beauty) (1944)